# FC Lugano
Football Club Lugano je švýcarský fotbalový klub z města Lugano. Roku 1908 byl založen klub FC Lugano, který se dostal do vážných finančních problémů kolem roku 2003. Proto byl roku 2004 založen nový klub, nepřímý navazovatel AC Lugano (který navíc zfúzoval s klubem Malcantone Agno). Ten roku 2008 přijal znovu název FC Lugano, aby zdůraznil svou návaznost na původní klub. Nejvyšší švýcarskou soutěž hrál v letech 1922–1953, 1954–1960, 1961–1963, 1964–1976, 1979–1980, 1988–1997 a 1998–2002. Třikrát se stal švýcarským mistrem (1937–38, 1940–41, 1948–49) a stejně tak třikrát získal švýcarský pohár (1930–31, 1967–68, 1992–93). Ke známým hráčům minulosti patří brazilský fotbalista Dida či německý fotbalista a budoucí známý trenér Ottmar Hitzfeld.
Na jaře 2015 se FC Lugano podařilo postoupit do švýcarské superligy.
Od června 2015 do června 2016 klub trénoval italský trenér českého původu Zdeněk Zeman. I jeho zásluhou se FC Lugano udrželo ve švýcarské superlize, přestože měl tento klub nejmenší rozpočet v lize.

## Kompletní výsledky v evropských pohárech
| Sezóna  | Soutěž | Kolo        |             | Soupeř            | 1. zápas | 2. zápas | Celkem |
| ------- | ------ | ----------- | ----------- | ----------------- | -------- | -------- | ------ |
| 1968-69 | PVP    | 1. kolo     |             | FC Barcelona      | 0-1      | 0-3      | 0-4    |
| 1971-72 | UEFA   | 1. kolo     | Polsko      | Legia Varšava     | 1-3      | 0-0      | 1-3    |
| 1993-94 | PVP    | Předkolo    |             | FC Neman Grodno   | 5-0      | 1-2      | 6-2    |
|         |        | 1. kolo     | Španělsko   | Real Madrid       | 0-3      | 1-3      | 1-6    |
| 1995-96 | UEFA   | Předkolo    | Lucembursko | Jeunesse Esch     | 0-0      | 4-0      | 4-0    |
|         |        | 1. kolo     | Itálie      | Inter Milán       | 1-1      | 1-0      | 2-1    |
|         |        | 2. kolo     | Česko       | SK Slavia Praha   | 1-2      | 0-1      | 1-3    |
| 2001-02 | LM     | 2. předkolo | Ukrajina    | FK Šachtar Doněck | 0-3      | 2-1      | 2-4    |
| 2002-03 | UEFA   | Předkolo    | Lotyšsko    | FK Ventspils      | 0-3      | 1-0      | 1-3    |